# ТЕС Янбу 2
23°54′18″ пн. ш. 38°19′23″ сх. д. / 23.90500° пн. ш. 38.32306° сх. д.
ТЕС Янбу 2 — теплова електростанція на західному узбережжі Саудівської Аравії.
В 2016 році на майданчику станції ввели в експлуатацію три парові турбіни потужністю по 275 МВт.
Частина виробленої пари використовується для живлення двох ліній опріснення води, що використовують технологію баготоступеневої дистиляції (MED) та мають сукупну продуктивність 60 тис м3 на добу.
Як паливо станція споживає нафту.
Для охолодження використовується морська вода.
Видача електроенергії відбувається по ЛЕП, що працюють під напругою 380 кВ та 138 кВ.